# ورزشگاه ان‌آرجی
ورزشگاه رلاینت (به انگلیسی: Reliant Stadium) تأسیس سال ۲۰۰۲، نام ورزشگاه بزرگی در هیوستون در تگزاس است.
این ورزشگاه که برای بازیهای ورزشی و مراسم بزرگ اعیاد و کنسرتها استفاده می‌شود، سرپوشیده است اما قابلیت روباز شدن نیز دارد، و ۷۱۵۰۰ نفر ظرفیت دارد، و خانه تیم فوتبال آمریکایی هیوستون تکسانز است.